# Balaenoptera
Balaenoptera är ett släkte i familjen fenvalar (Balaenopteridae). Det andra släktet i familjen är Megaptera, som bara består av arten knölval.

## Utseende
Liksom knölvalen har arterna 10 till 100 långsträckta hudveck på undersidan som går från munnen till naveln och som underlättar munnens öppnande. Varje hudveck är 2,5 till 5 cm djup. Dessa valar har, i jämförelse med rätvalar, en mera långsträckt bål, en spetsigare bröstfena, kortare och mindre rörliga barder samt en mindre och mjukare tunga. I jämförelse med knölvalen har de tydligt mindre bukfenor. Ryggfenan påminner mer om en skära i formen jämförd med knölvalens trekantiga ryggfena. Med blåvalen innefattar släktet den största djurarten som förekommer och som förekom på jorden.

## Arter
Wilson & Reeder (2005) listar 6 arter i släktet. Balaenoptera omurai som beskrevs 2004 var inte än med i listan men den godkänns av IUCN.
- Vikval (Balaenoptera acutorostrata)
- Antarktisk vikval (B. bonarensis)
- Sejval (B. borealis)
- Edens fenval (B. edeni) och Brydes fenval (B. brydei), sammanfattas ofta till en art
- Blåval (B. musculus)
- B. omurai
- Sillval (B. physalus)